# Kurziva

Font Garamond v základním a kurzivním řezu, kde krom celkového zaoblení si lze povšimnout běžných změn písmen: protažení f pod řádek, redukce bříška a

Kurziva (variantně i -zí- a -si-, též polokurziva, či italika) je v typografii řez písma, písmo vyznačující se mírným sklonem doprava a drobnými změnami podoby u některých písmen oproti základnímu typu písma, bližší psacímu písmu. Typické je zejména tzv. kurzivní – jednobříškové – a, vznik obloučků či dotažených smyček na dřících písmen. První kurzíva byla vytvořena v dílně Alda Manutia na přelomu 15. a 16. století (poprvé se objevuje v tisku z roku 1501) rytcem Francescem Griffem a tvarově vychází z psané humanistické polokurzivy. Toto písmo má poněkud nižší čitelnost než základní antikva. Počítačová sazba také umožňuje vytváření falešné kurzivy (slanted type nebo oblique), což je pouhé naklonění písma.

## Kontroverze označení

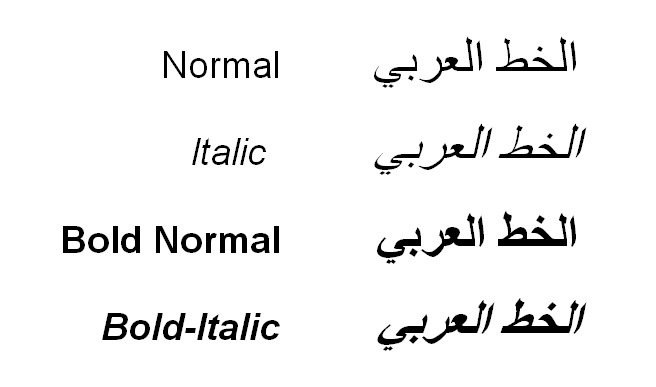
4 podoby Adobe Arabic fontu (Obyčejné, Kurzíva, Tučné, Tučná kurzíva)

Toto písmo se v češtině nejčastěji označuje kurziva, méně často i podle svého původu v Itálii italika. Zejména označení kurziva působí jisté problémy pociťované novověkými paleografy. Zejména starší paleografická literatura u humanistického písma rozlišovala pouze kreslené (okrouhlé) písmo a kurzivu, teprve od druhé poloviny 20. století (v češtině především Jaroslavem Kašparem) se zavádí mezistupeň označovaný polokurzíva (tedy písmo přizpůsobené běžnému psaní, ale nespojované, ze kterého se právě tisková kurziva vyvinula). Označovat tiskovou kurzívou korektně paleografickou terminologií – tedy jako polokurzíva – není běžné, nicméně toto činí například Petr Voit.

## Kurziva v cyrilici
Některé kurzívní znaky jsou značně odlišné v písmech založených na cyrilici. Například řeka Achtuba se rusky v kolmém písmu píše Ахтуба, avšak v kurzívě Ахтуба.
Následující tabulka minuskulní azbuky („malá písmena“) ukazuje rozdíly mezi kolmým a kurzívním písmem ruské azbuky.
| а | б | в | г | д | е | ё | ж | з | и | й | к | л | м | н | о | п | р | с | т | у | ф | х | ц | ч | ш | щ | ъ | ы | ь | э | ю | я |
| а | б | в | г | д | е | ё | ж | з | и | й | к | л | м | н | о | п | р | с | т | у | ф | х | ц | ч | ш | щ | ъ | ы | ь | э | ю | я |